# Hrybiwci
Hrybiwci (ukr. Грибівці) – wieś na Ukrainie, w obwodzie zakarpackim, w rejonie mukaczewskim, w hromadzie Iwaniwci. W 2001 liczyła 548 mieszkańców.